# Mortefontaine-en-Thelle
Mortefontaine-en-Thelle ist eine französische Gemeinde mit 975 Einwohnern (Stand 1. Januar 2022) im Département Oise in der Region Hauts-de-France. Die Gemeinde liegt im Arrondissement Beauvais und ist Teil der Communauté de communes Thelloise und des Kantons Chaumont-en-Vexin.

## Geographie
Die im Osten von der früheren Route nationale 1 begrenzte Gemeinde am Rand der Hochfläche des Pays de Thelle mit dem Ortsteil La Mare d’Ovillers liegt rund sechs Kilometer nordöstlich von Méru und sieben Kilometer südlich von Noailles.

## Einwohner
| 1962 | 1968 | 1975 | 1982 | 1990 | 1999 | 2006 | 2011 | 2017 |
| ---- | ---- | ---- | ---- | ---- | ---- | ---- | ---- | ---- |
| 184  | 204  | 241  | 332  | 518  | 737  | 819  | 844  | 913  |

## Verwaltung

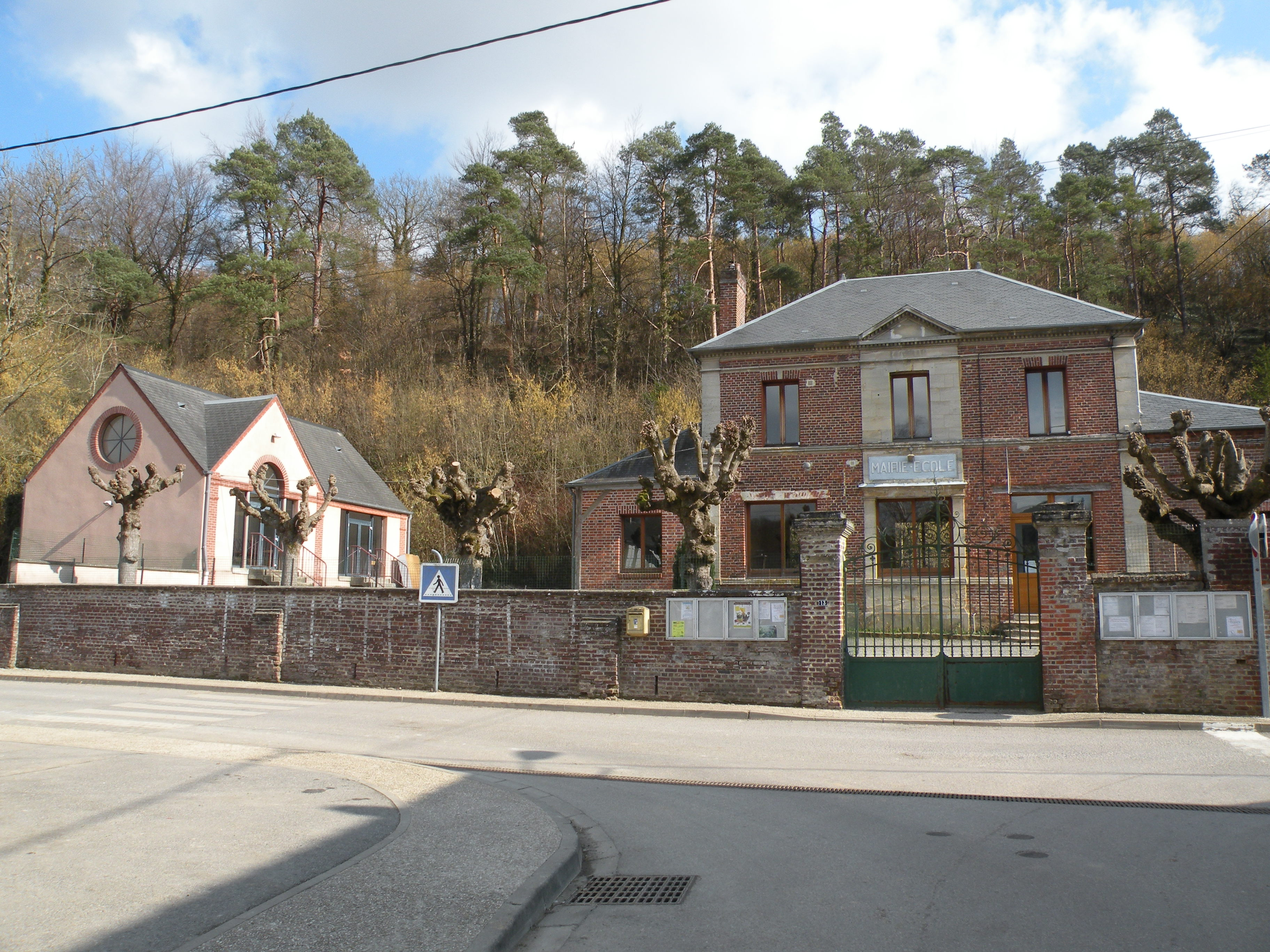
Rathaus- und Schulgebäude

Seit dem 27. Mai 2020 wird das Amt des Bürgermeisters von Jean-Louis Goupil bekleidet.

## Sehenswürdigkeiten

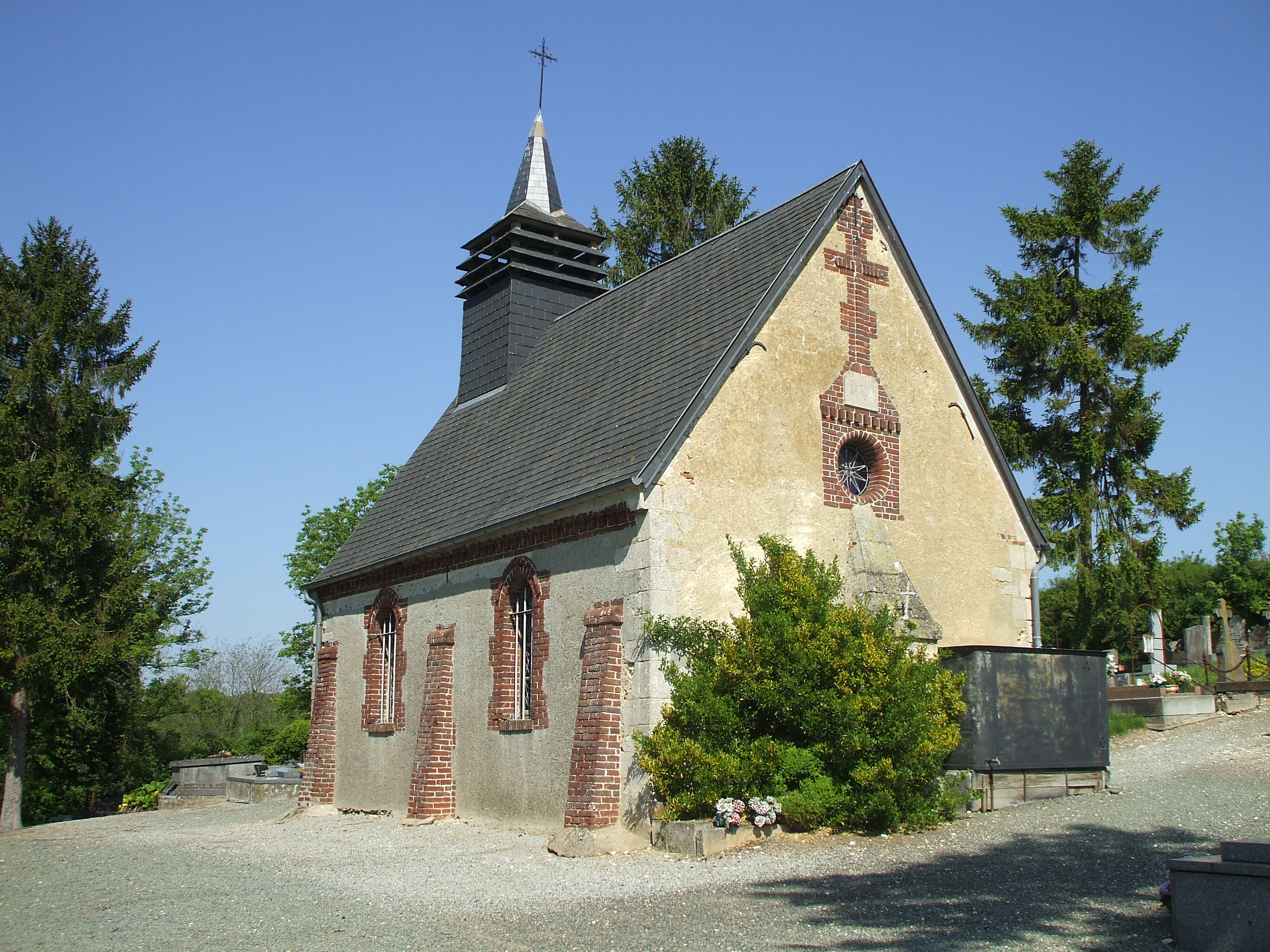
Kapelle Saint-Méén

- Kirche Notre-Dame aus dem 16. Jahrhundert, das Schiff ein Ziegelbau, der Chor aus Feuerstein[1] (siehe auch: Liste der Monuments historiques in Mortefontaine-en-Thelle)
- Kapelle Saint-Méén auf dem Friedhof

## Gemeindepartnerschaften
Seit 2003 besteht eine Partnerschaft zwischen den Gemeinden Mortefontaine-en-Thelle, Sainte-Geneviève und Ully-Saint-Georges und den Gemeinden der Unione Coser Bassa Vercellese (Caresana, Motta de’ Conti, Pertengo, Pezzana und Stroppiana).